# Niko Griesert
Thomas-Nikolaus „Niko“ Griesert (* 27. August 1990 in Kiel) ist ein deutscher Reality-TV-Darsteller. Er war 2021 der Protagonist der Dating-Show Der Bachelor auf RTL.

## Leben
Niko Griesert ist der Sohn des ehemaligen Osnabrücker Oberbürgermeisters und Kommunalpolitikers Wolfgang Griesert (CDU). Er hat zwei Geschwister und wuchs in Minden auf. Mit 20 Jahren wurde er Vater einer Tochter. Nach einem Studium der Informatik in München ist er als IT-Projektmanager tätig. Er arbeitet bei einem IT-Unternehmen für Softwareentwicklung und IT-Lösungen und lebt in Osnabrück. Zwischen Januar und März 2021 war er Protagonist der 11. Staffel der RTL-Dating-Show Der Bachelor. Vor Beginn der Show war Griesert, der bisher zwei Beziehungen führte, drei Jahre Single.
Ab April 2021 war er offiziell mit Michèle de Roos liiert, die bei der 11. Staffel von Der Bachelor den 2. Platz belegte. Im Sommer 2022 trennte sich das Paar.